# 蓴菜屬
蓴菜屬是睡蓮目蓴菜科的一個屬，其姐妹群有穗蓴屬。蓴菜屬下面僅存一種，即蓴菜（Brasenia schreberi），另有若干史前物种。
本屬由德國博物學家 約翰·克里斯丁·丹尼爾·馮·施雷貝爾於1789年所命名。

## 生長型態
“蓴”為多年水生草本植物，其根、莖細長，多半埋在泥沼裡，為浮葉性水生植物。春季由節上長出細長的莖來。水深的地方，莖較粗，但葉子較少；水淺處，則莖較細，葉片多。其葉片多呈現卵形或橢圓形，由長長的葉柄托著，葉背通常帶點紫色，嫩莖和葉背有膠狀透明物質。夏季為其開花的季節，花梗從葉腋下方抽生出來。蓴的花非常小直徑才一至兩公分左右，花瓣三片紅紫色的。花萼同樣也是瓣狀，並長有細毛。

## 分布地區
“蓴”主要分布在北美洲、亞洲及澳洲東部等地。生長在河川、湖泊裡。以中國為例，則以江南地區比較常見。臺灣則以宜蘭的雙連埤最為有名。

## 用途
本属可做水生綠化植物用。嫩葉可食用；自古『蓴羹鱸燴』就是形容蓴菜是天下美味。也可做藥用，其莖葉可清熱解毒，利水消腫，止嘔。